# Barge (Piemont)
Barge település Olaszországban, Piemont régióban, Cuneo megyében. Lakosainak száma 7395 fő (2023. január 1.). Barge Cardè, Envie, Paesana, Revello, Villafranca Piemonte, Bagnolo Piemonte, Cavour, Ostana és Sanfront községekkel határos.

## Népesség
A település népessége az elmúlt években az alábbi módon változott:
| Lakosok száma | 7727 | 7699 | 7395 |
|               | 2017 | 2018 | 2023 |